# Sonja McCaskie
Sonja McCaskie (* 19. Februar 1939 in Elgin, Vereinigtes Königreich; † 5. April 1963 in Reno, Nevada, USA) war eine britische Skiläuferin. 1963 wurde sie im Alter von 24 Jahren ermordet.

## Werdegang
Die in Schottland geborene Sonja McCaskie lebte mit ihrer verwitweten Mutter sowie zwei älteren Geschwistern seit 1946 in den USA. Seit ihrer Kindheit fuhr sie Ski. Als bekannt wurde, dass die Olympischen Winterspiele 1960 in Squaw Valley stattfinden würden, bewarb sie sich – sie hatte weiterhin einen britischen Pass – und erhielt einen Platz im britischen Team, um im Riesenslalom zu starten. Sie belegte den 40. und letzten Platz. Nach den Spielen blieb sie im nahegelegenen Reno, arbeitete als Sekretärin und an den Wochenenden als Skilehrerin im Skigebiet Slide Mountain bei Reno. Sie war alleinerziehende Mutter von zwei Kindern.
Am 5. April 1963 wurde McCaskie in ihrem Haus von einem 18-jährigen High-School-Schüler überfallen; ihre Kinder befanden sich in dieser Nacht außer Haus. Der Täter vergewaltigte, erdrosselte und enthauptete die Frau und zerstückelte ihren Körper. Das Opfer wurde gefunden, nachdem die Tagesmutter die Polizei alarmiert hatte. Der damalige Polizeichef von Reno: „Das ist der brutalste Mord, den ich je gesehen habe.“ Die Tat und ihre Umstände erregten großes Aufsehen in der Presse. Bevor der wahre Täter ermittelt werden konnte, wurde versucht, Sonja McCaskie als Frau mit einem lockeren Lebenswandel darzustellen.
Der Täter, der wegen eines Überfalls auf eine Jugendliche vorbestraft war, wurde kurz nach der Tat gefasst, als er versuchte, eine Kamera zu verpfänden, die er aus McCaskies Haus gestohlen hatte. Der Mann wurde vor Gericht gestellt, für schuldig befunden und zur Todesstrafe verurteilt, die jedoch 1972 in eine lebenslange Freiheitsstrafe umgewandelt wurde, nachdem der Oberste Gerichtshof der USA die Todesstrafe für verfassungswidrig erklärt hatte (Furman v. Georgia). 2019 befand sich der inzwischen 75-jährige Täter weiterhin in Haft und war zu diesem Zeitpunkt der Häftling mit der längsten Haftzeit in Nevada.